# Yankel Band
Pour les articles homonymes, voir Yankel.

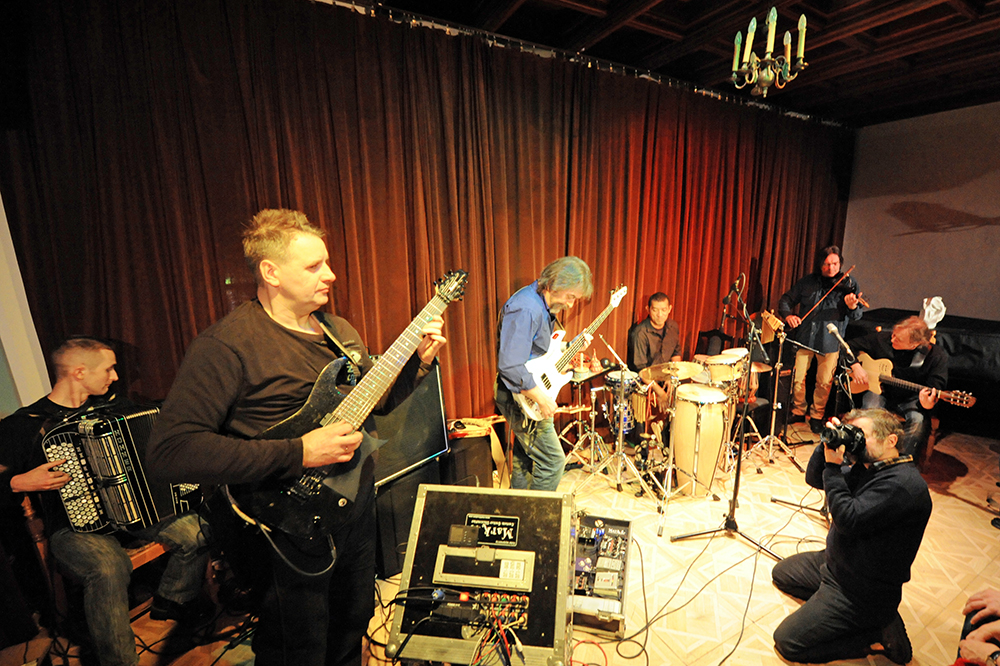
Yankel Band (2010) - concert avec invités

Le groupe Yankel Band a été fondé en 2000 à Łódź tout d'abord sous le nom de Kapela Jankiela changé en 2005. Le groupe crée leur propre musique instrumentale s'inspirant du jazz et du blues, beaucoup également des musiques traditionnelles slaves, tzigane ainsi que de la musique klezmer. Le groupe a été interviewé à plusieurs reprises par des journaux nationaux (dont Gazeta Wyborcza) et locaux et des revues musicales nationales.

## Carrière musicale du groupe
Durant leurs premières années le groupe joua dans les pubs de Łódź, puis, vers le milieu de la première décennie du siècle, dans les clubs de jazz de Pologne. Le groupe est lauréat de plusieurs festivals de jazz et de blues. Le groupe organise plusieurs concerts par an. Yankel Band a participé à de nombreux concerts et festivals avec le groupe rom 'Perła i Bracia' aux Pays-Bas, République tchèque, Slovaquie et Pologne. Le groupe participe régulièrement aux festivals des cultures juives. il a été invité à plusieurs reprises à des concerts organisés par et pour la radio nationale polonaise et par des radios locales,.
En 2005, il doit changer son appellation à cause d'un problème de droits d'auteur avec un groupe de Białystok, plus ancien et portant le même nom.
En juin 2007, lors du XVe Grand Prix de Gala au Grand Théâtre de Łódź organisé par l'Association de jazz "Melomani", le groupe a reçu le prix du Maire de la ville "meilleur jazzman 2006". Le groupe reçoit par la suite d'autres prix dans des concours régionaux.

## Composition du groupe
- Krzysztof Kociszewski est guitariste, compositeur, professeur, cofondateur du groupe. Lauréat du concours national de guitare classique à Strzelce Krajeńskie 1980. De 1989 à 1992, il joue dans un duo de guitares Roho Konar. Finaliste du Concours international de guitare classique à Cracovie en 1994. À partir du milieu des années 1990, il se produit avec le groupe Shirin, un trio créé en 1996, dissous en 2000. Krzysztof Kociszewski joue également dans le groupe tzigane "Perła i Bracia".
- Piotr Przybył est violoniste et compositeur. Au début des années quatre-vingt, il a cofondé les groupes de rock de Łódź Kartel et Wersal. De 1987 à 1993, il joue de la guitare dans le groupe Kapitan Nemo (album 'Only Just a Moment' de 1988). Dans les années 1990, il est cofondateur du groupe Shirin, devenu par la suite Yankel Band. Il joue également dans le groupe tzigane "Perła i Bracia". Il figurait parmi les meilleurs violonistes de Pologne dans la liste Jazz Top 2009.
- Radek Wróbel joue de la guitare basse. En tant qu'ingénieur du son, il apporte au groupe une attention aux détails techniques qui influent sur la qualité du son. Il joue également dans les groupes "Perła i Bracia", "Graad Band", "Konrad", et "Jeremus Band".

## Discographie
- 2002 - Kapela Jankiela
- 2008 - 4 Łódź[12] Le titre suggère un hommage aux quatre traditions culturelles de la ville (polonaise, juive, allemande, russe). Maison de disques Polonia Records[13]..
- 2011 - W Łódzkiej Szkole Filmowej[14],[15] - 2015 DVD du concert[16]. Label "For Jazz"
- 2011- Hava Nagila, z tancbudy Szai Magnata. L'album est inspiré par la musique juive d'avant-guerre[17]. Participation du clarinettiste Robert Stefański. L'album a été édité par le Centre de dialogue Marek Edelman à Łódź avec le soutien du ministère de la Culture et du Patrimoine national à l'occasion du Festival des Quatre cultures de Łódź .
- 2013 - Muzyczny Zgierz[18] Édité par la ville à l'occasion d'un concert.
- 2015 - Shirin. Disque sorti à l'occasion des 15 ans du groupe[19],[20]. Label Jazz Forum.